# Igoh Ogbu
Igoh Ogbu, né le 8 février 2000 à Jos au Nigeria, est un footballeur nigérian qui évolue au poste de défenseur central au Slavia Prague.

## Biographie

### En club
Né à Jos au Nigeria, Igoh Ogbu est formé au Gombe United, avant d'être repéré par le club norvégien du Rosenborg BK, qu'il rejoint le 17 février 2018 et avec lequel il signe un contrat de quatre ans. 
Ogbu est toutefois prêté le 4 avril 2018 au Levanger FK. Il joue son premier match en professionnel avec ce club, qui évolue alors en deuxième division norvégienne. Il fait sa première apparition le 8 avril 2018, à l'occasion d'une rencontre de championnat face à l'Aalesunds FK. Il est titularisé et son équipe s'incline par deux buts à un ce jour-là.
Le 1er août 2019, Ogbu est prêté au Sogndal Fotball.
Le 12 juin 2020, Ogbu signe définitivement avec le Sogndal Fotball, s'engageant pour un contrat de trois ans.
Le 29 janvier 2021, Igoh Ogbu s'engage en faveur du Lillestrøm SK, club avec lequel il signe un contrat de cinq ans,. Il découvre alors l'Eliteserien, l'élite du football norvégien, jouant son premier match avec Lillestrøm le 16 mai 2021 face au Strømsgodset IF. Titulaire ce jour-là il se fait remarquer en ouvrant le score en donnant un but à l'adversaire en marquant contre son camp, puis en marquant cette fois un but pour son équipe, le premier sous ses nouvelles couleurs donc. Mais cela ne suffit pas et son équipe s'incline par trois buts à un.
Igoh Ogbu quitte la Norvège pour la Tchéquie le 6 janvier 2023, s'engageant en faveur du SK Slavia Prague. Il signe un contrat courant jusqu'en décembre 2026.
Ogbu inscrit son premier but pour le Slavia Prague le 15 avril 2023, lors d'une rencontre de championnat face au grand rival, le Sparta Prague. Il est titularisé et les deux équipes se neutralisent (3-3 score final).
Ogbu découvre la Ligue des champions avec le Slavia, jouant son premier match lors d'une rencontre qualificative le 7 août 2024 contre l'Union saint-gilloise. Il est titularisé et son équipe l'emporte par trois buts à un.

### En équipe nationale
Igoh Ogbu est retenu avec l'équipe du Nigeria des moins de 20 ans afin de participer à la Coupe du monde des moins de 20 ans en 2019. Lors du mondial junior organisé en Pologne, il joue deux matchs, les deux en tant que titulaire. Le Nigeria s'incline en huitièmes de finale face au Sénégal (2-1 score final).